# San Lorenzo Tlacotepec
San Lorenzo Tlacotepec è una località situata all'interno del comune messicano di Atlacomulco, nello stato federato del Messico. Nel 2010 contava 7.566 abitanti.
L'economia di questa località si basa prevalentemente sulla floricoltura.